# باسماتی

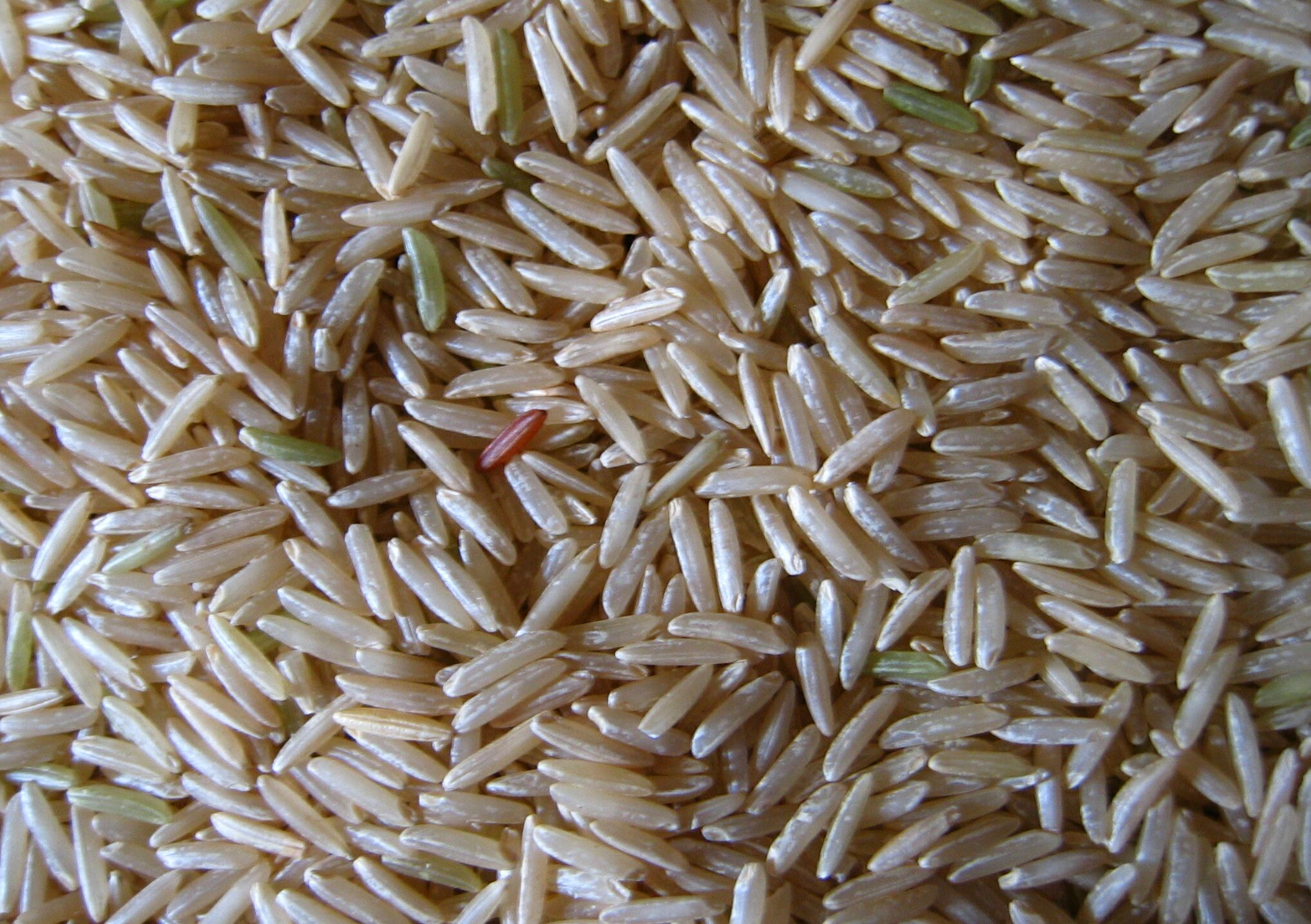
برنج باسماتی قهوه‌ای

باسماتی (هندی: बासमती، اردو: باسمتی، تلوگو: బాస్మతి) نام نوعی برنج دانه بلند است که به‌طور سنتی در جنوب آسیا کشت می‌شود.
باسماتی در زبان سانسکریت به معنای خوشبو است. این برنج به‌طور سنتی در مناطق شمالی هند و پاکستان امروزی از چندین هزار سال پیش کشت می‌شده‌است و برای نخستین بار توسط تاجران هندی و ایرانی به خاورمیانه معرفی گردید. هند همچنان بزرگ‌ترین تولیدکننده برنج باسماتی است. برنج باسماتی کاربرد بسیاری در تعداد زیادی از خوراک‌های هندی دارد و امروزه در دیگر کشورها و سایر خوراک‌ها از آن استفاده می‌شود.
برنج باسماتی طعمی چون طعم گیاه کادی دارد که این به دلیل وجود پروتئین ۲-استیل-۱-پیررولین (به انگلیسی: Protein 2-Acetyl-1-pyrroline) در این گیاه می‌باشد. برنج باسماتی دارای ۴ نوع اصلی است که بر اساس محل کشت آن مشخص می‌گردد، شامل برنج باسماتی هندی، برنج باسماتی پاکستانی، برنج باسماتی کنیایی و برنج باسماتی آمریکایی. بر اساس گزارش انجمن دیابت کانادا برنج باسماتی شاخص گلوکز برابر با ۵۶ تا ۶۹ دارد که آن را برای استفاده افراد دیابتی در مقایسه با مواد خوراکی که از آرد سپید تهیه گشته‌اند مناسب می‌سازد.

## خواص
برنج باسماتی خواص و ویژگی‌هایی دارد که آن را از سایر انواع برنج‌ها متمایز می‌کنند. برخی از این خواص عبارتند از:
1. این نوع برنج نسبت به سایر برنج‌ها ارزش غذایی بالاتری دارد و حتی از رشد سلول‌های سرطانی نیز جلوگیری می‌کند.
2. این برنج به دلیل این که دارای شاخص گلیسمی پایینی است، برای افراد دارای دیابت، بهترین گزینه است.
3. به دلیل این که این نوع برنج غنی از کربوهیدرات بوده و خاصیت سیر کنندگی بالایی دارد، از این رو برای انواع رژیم غذایی مناسب است.
4. این برنج مقدار فیبر بالایی دارد، به همین دلیل موجب تقویت سیستم ایمنی بدن نیز می‌شود. علاوه بر این فیبر بالا و مواد مغذی موجود در این نوع برنج، به درمان یبوست نیز کمک می‌کند.
5. در صورتی که این برنج به صورت مداوم مصرف شود، به کنترل فشارخون و در نتیجه کاهش بیماری‌های قلبی و همچنین سکته‌های مغزی کمک می‌کند.
6. سطح آرسنیک برنج باسماتی نسبت به سایر انواع برنج‌ها، کمتر است. این مسئله به ویژه در مورد کسانی که برنج، از جمله عناصر اصلی رژیم غذایی آن‌ها محسوب می‌شود، اهمیت زیادی دارد؛ چرا که آرسنیک از جمله فلزات سنگین است که در برنج بیشتر از غلات دیگر وجود دارد و این ماده خطر ابتلا به بیماری‌های قلبی، دیابت و برخی از سرطانها را افزایش می‌دهد.
7. این برنج جزو برنج‌های دانه بلند است که نسبت به انواع دانه کوتاه، باریک‌تر بوده و از لحاظ قد نیز کشیده‌تر است.

## ارزش غذایی
برخی از مواد غذایی موجود در یک فنجان (۱۶۳ گرم) برنج باسماتی پخته شده عبارتند از:
- کالری: ۳۵۰
- چربی: ۰/۵ گرم
- کربوهیدرات: ۴۵٫۶ گرم
- پروتئین: ۴/۴ گرم
- فیبر: ۰/۷ گرم